# Tetrameles
Tetrameles es un género de plantas con flores perteneciente a la familia  Tetramelaceae. Comprende cuatro especies.

## Especies seleccionadas
- Tetrameles grahamiana
- Tetrameles horsfieldii
- Tetrameles nudiflora ("spung")
- Tetrameles rufinervis